# Teatre Micalet
El Teatre Micalet és una sala de teatre de la ciutat de València, amb seu a la Societat Coral El Micalet. Compta amb una companyia de teatre pròpia de reconegut prestigi, la Companyia Teatre Micalet.

## Història
El Teatre Micalet està ubicat en la Societat Coral el Micalet, una societat civil centenària amb una gran tradició cultural a la ciutat de València.
L´antic teatre es va construir a finals dels anys 50 en el carrer del Mestre Palau de València. Era un pati cobert d´uralita que acollia esporàdicament actuacions de teatre i sarsuela, així com actuacions musicals, entre les quals podem destacar figures emblemàtiques com Tete Montoliu, Slide Hampton, Lou Bennet, etc. Però quan començava a ser un referent cultural important per a la societat valenciana, va patir un incendi l'agost de 1971 i va ser reconstruït i reobert el 1974
A partir de 1974 és quan pren força i veu passar pel seu escenari, música d´avantguarda (Actum), Kilayko (música filipina), música clàssica: La Banda i Orquestra Municipals, la Soprano Esperança Abad, Orfeó de Sants…. Els professors Iborra i Bonet de l'Orquestra Nacional.
Cantants com: Maria del Mar Bonet, Guillermina Mota, Jaume Sisa, Pau Riba, Els Pavesos, Al Tall, Toti Soler, Quico Pi de la Serra, Ovidi Montllor, Nueva Troba Cubana, Paco Muñoz, Companyia Elèctrica Dharma.
Teatre, amb companyies com: Tàbano, Els Comediants, Els Joglars, La Cazuela, Cotó-en-pèl, Ubú Blau, Dagoll Dagom, El Sambori, L'Entaulat, Pluja Teatre, El Rotgle, Odin Teatre, Teatro Libre, Barbàrie Teatre (amb la participació de Àgueda Llorca Peiró, premi a la millor actriu de les Arst Escèniques de l'Institut Valenicà de Cultura 2018, amb la companyia Bambalina Teatre Practicable), etc.
En aquells anys del Teatre Independent el Teatre Micalet va ser una plataforma de defensa de la llibertat d'expressió.
En els anys 90, amb la presència en la ciutat d´altres espais millor dotats en instal·lacions va ser relegat a un segon pla. I es van començar les gestions per poder rehabilitar el vell teatre, ja que les seues instal·lacions s´havien quedat obsoletes amb els anys. Es va signar amb la Conselleria de Cultura un compromís per a reformar-lo.
En l'any 1995 La Societat Coral el Micalet va donar suport al projecte de la Companyia Teatre Micalet per a desenvolupar un centre de producció i exhibició capaç d´oferir una programació estable, de qualitat i en valencià.
El projecte desenvolupat per la Companyia Teatre Micalet assolix un gran ressò popular. I en 1996 es posa en marxa l'enderrocament del vell teatre.
En 2001 la Companyia Teatre Micalet innaugura el nou Teatre Micalet, un teatre ben equipat, polivalent i proper que propicia la comunicació entre actors i espectadors.
Des de 2001 la Companyia Teatre Micalet desenvolupa una activitat com a Centre de Producció i Exhibició amb el suport d´un conveni de col·laboració amb la Conselleria de Cultura. Es realitzen un gran nombre de produccions pròpies en la seua majoria dirigides per Joan Peris i es col·labora puntualment amb directors de la resta de l'Estat com: Carme Portaceli, Konrad Schiedrich, Manel Dueso, Carol Lopez, Lilo Baur i Pep Tosar.També hem comptat amb la presència de Carles Santos, Sol Picó, Albert Plà, Dagoll Dagom, i la presència periòdica de Xavi Castillo. Pel seu escenari ha passat gran part de la professió valenciana així com figures de l'escena internacional com Peter Brook, Michel Piccoli, Natasha Parry, Maddalena Crippa. L'activitat teatral estable desenvolupada consolida el Teatre Micalet com a referent de qualitat teatral per a la societat valenciana 
Després d´una breu interrupció la Companyia Teatre Micalet gestiona de nou el Teatre Micalet amb una estratègia basada en la diversificació de la programació sense abandonar la línia de produccions pròpies de la Companyia, per a seguir oferint un teatre proper, de qualitat i en valencià.